# Асратян, Валерий Георгиевич
Вале́рий Гео́ргиевич Асратя́н (1958, Ереван, Армянская ССР, СССР — 1996, Бутырская тюрьма, Москва, Россия) — советский серийный убийца, педофил и насильник, известный как «Режиссёр смерти». До совершения преступлений работал психологом, был дважды судим за совращение несовершеннолетних. Совершил 17 изнасилований, 6 покушений, 2 убийства. Расстрелян по приговору суда.

## Биография

### Детство
Валерий Асратян родился в 1958 году в Ереване в благополучной семье. В отличие от большинства серийных убийц, в детстве он не подвергался насилию или жестокому обращению со стороны окружающих. Асратян рос слабым и болезненным. Ещё в детском возрасте у Асратяна стала проявляться патология — в детском саду он играл с девочками из своей группы в «доктора». Суть игры сводилась к раздеванию и ощупыванию «пациентки».

### Сексуальные проблемы и первые преступления
Асратян вёл активную сексуальную жизнь. Первый половой акт он совершил ещё в 13 лет, причём его партнёрша была на 15 лет старше. Поскольку его партнёршами в дальнейшем на протяжении нескольких лет выступали ровесницы, боявшиеся забеременеть, он практиковал в основном оральный секс и разнообразные нетрадиционные способы. В школе Асратян начал увлекаться психологией. Окончив школу, он поступил в 1975 году в Армянский педагогический институт по специальности «дошкольная психология и педагогика». Приблизительно в это время у будущего маньяка сложился образ будущих жертв: это должны были быть девочки 10-14 лет. В то же время, прочитав роман Владимира Набокова «Лолита», Асратян проводит параллели между собой и героем этого нашумевшего произведения Гумбертом, а образ самой Лолиты становится для него идеалом. В 1980 году Асратян, окончив институт, устроился на работу психологом в специнтернат для детей, страдающих церебральным параличом и полиомиелитом. В 1981 году женился на москвичке и переехал в столицу.
В 1982 году Асратяна задержали за приставания на улице к несовершеннолетней девочке и приговорили к 4 годам лишения свободы. Освободившись через 3 года условно-досрочно, Асратян в 1985 году совершил изнасилование несовершеннолетней, вновь был приговорён к 4 годам лишения свободы и снова получил условно-досрочное освобождение.
Жена Асратяна выгнала его из дома, и после отбытия наказания он переехал в город Валуйки Белгородской области, но вскоре вернулся в Москву, где встретил Марину Агаеву, с которой вступил в гражданский брак. Её 14-летняя дочь Татьяна, страдавшая психическими расстройствами, также стала сожительствовать с Асратяном. Обосновавшись в Москве, он заставляет обеих помогать ему в совершении преступлений.

### Изнасилования и убийства
Асратян для совершения последующих преступлений применял сильнодействующие психотропные препараты, принимаемые Татьяной для лечения, в состав которых входили нейролептики и транквилизаторы. Также он сделал себе фальшивое удостоверение кинорежиссёра, при помощи которого входил в доверие к своим жертвам. Их он находил в районе магазина «Детский мир».
В феврале 1988 года он заманил в квартиру девушку под предлогом кинопроб. Подмешав ей препарат в кофе, он ждал, когда девушка впадёт в бессознательное состояние. Когда это произошло, Асратян насиловал её в течение нескольких часов, забрал деньги и вещи, после чего вывел её в район железнодорожной станции Подольск и оставил там. Девушка была обнаружена, однако вспомнить ничего не смогла. Продавая вещи, Асратян покупал шампанское и цветы для новых жертв. Таким образом он совершил 17 изнасилований. Многие из его жертв пробыли в его квартире по нескольку дней. Со временем Асратян стал серьёзно задумываться о возможности поимки. С целью скрыть следы преступления он начал убивать своих жертв.
Асратян всегда совершал преступления разным почерком, чтобы их не идентифицировали как серию. Одна из жертв Асратяна была убита ножом в Битцевском лесопарке, другая — утоплена в собственной ванне после того, как Асратян проводил её до дома. Ещё одна жертва, которую он попытался задушить поясом, выжила. Пятеро девушек, которые приняли заранее приготовленную преступником смертельную дозу препарата, спаслись, так как вовремя подоспела медицинская помощь.

### Арест, следствие и суд
Одна из жертв Асратяна, оставшаяся в живых, не полностью потеряла память и сумела показать улицу и дом, где проводились «съёмки». Вскоре человек, похожий на фоторобот маньяка, попал в поле зрения наружного наблюдения. Преступник был арестован при очередном предложении девушке сняться в кино. В ходе следствия была доказана его вина в совершении 25 преступлений: 17 изнасилований, 2 убийства, 6 покушений на убийство. Асратян боялся оказаться в колонии, где в отношении насильников другие заключённые практиковали насильственный гомосексуализм, и сознательно пошёл на высшую меру наказания, потребовав для себя расстрела. Суд удовлетворил просьбу маньяка. Кассационную жалобу он писать отказался и был казнён в Бутырской тюрьме в 1996 году. По некоторым данным, точной датой смерти Асратяна является 2 августа 1996 года — он был расстрелян в «одной обойме» с другим серийным убийцей Сергеем Головкиным, более известным под прозвищем «Фишер». Марина Агаева была приговорена к 10 годам лишения свободы.

## В массовой культуре
- Документальный фильм «Режиссёр смерти» из цикла «Следствие вели» (2009)
- Документальный фильм «Девочка, хочешь сниматься в кино?» из цикла «Легенды советского сыска» (2012)